# Georg Calixtus

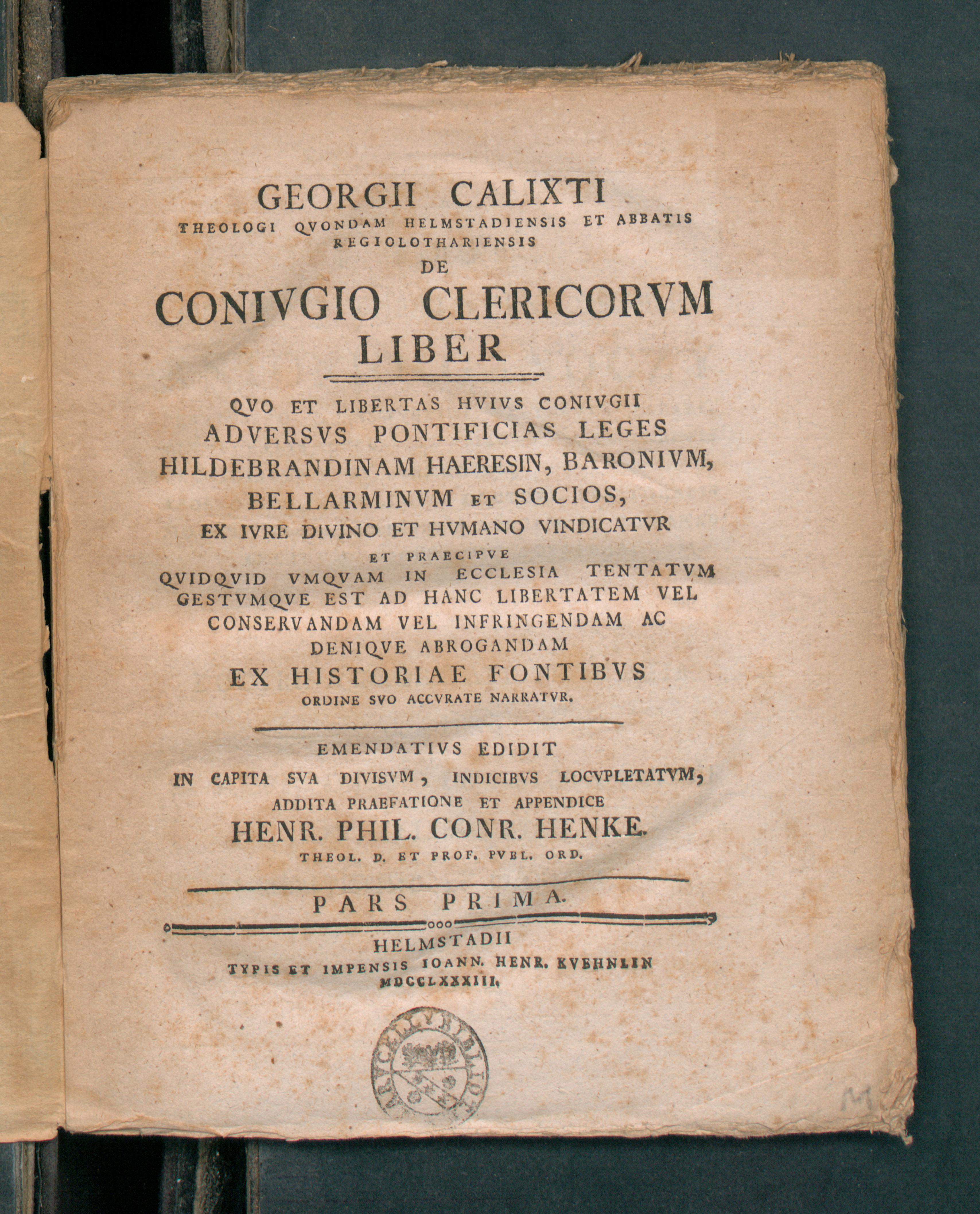
De coniugio clericorum, 1783

Georg Calixtus (ursprungligen Jörgen Callisen), född den 14 december 1586 i Medelby i Schleswig, död den 19 mars 1656 i Helmstedt, var en tysk teolog, far till Friedrich Ulrich Calixtus. 
Calixtus framstår under 1600-talets förra hälft, tiden för den strängaste lutherska ortodoxins triumf och - som det ofta hävdas - urartning, såsom den självständigaste och inflytelserikaste representanten för en irenisk teologi i Melanchthons och humanismens anda. I denna riktning hade hela hans uppfostran fört honom: hans fader var direkt lärjunge till Melanchthon; vid universitetet i Helmstedt, där Calixtus från 1603 studerade (och 1614 blev professor), fortlevde ännu den gamla humanismens traditioner, och med förkärlek gick man här från tidens teologiska storheter tillbaka till de gamla kyrkofädernas skrifter; vidsträckta resor hade sedan lärt honom att finna goda sidor såväl i den reformerta kyrkan som hos katolicismen. 
Åt arbete för enighet eller åtminstone frid mellan de tre huvudkyrkorna ägnade han också hela sitt livs oavlåtliga strävan. Den basis, på vilken detta skulle vinnas, var en återgång till den förment enstämmiga åskådningen hos de fem första århundradenas kyrkofäder ("consensus quinquesæcularis") och framför allt till det apostoliska symbolum. Skiljaktigheterna mellan de olika kyrkorna behövde ej därför utplånas – Calixtus själv ville fasthålla den lutherska ståndpunkten –, men inför medvetandet om det för dessa gemensamma skulle de framträda såsom något oväsentligt och kunna erkännas såsom ej rörande det "till saligheten nödvändiga". 
Hos flera av tidens statsmän, liksom i många icke-teologiska kretsar, väckte dessa tankar livligt bifall; från teologernas sida möttes de med nästan kompakt motstånd. Under långa tider måste Calixtus samtidigt föra politik mot å ena sidan de katolske teologerna, å andra sidan den lutherska ortodoxins representanter, vilka för hans åskådning skapade slagordet synkretism (sammanblandning). Bittrast blev kampen med de senare. Den följde Calixtus under nästan hela hans verksamhet, men uppblossade med förnyad häftighet efter hans deltagande i det polska unionskonventet i  Thorn (1645). 
Här hade även Abraham Calovius varit närvarande, och denne framträdde nu alltmer som den hätskaste motståndaren till Calixtus. Denna strid, den så kallade synkretistiska striden, fortgick även långt efter hans död. Från hans motståndares sida fördes den av allt att döma med en småaktig förkättringslust, som aldrig lät det komma till en verklig principdebatt. Dock finns det mycket som talar för, att de ej blott visar en skarp blick för det illusoriska i många av hans projekt, utan också i vissa avseenden röjer en klarare förståelse än Calixtus av reformationens verkliga innebörd. 
Blev sålunda hans unionssträvanden för tillfället utan synbara resultat, levde dock hans tankar kvar och framträder på nytt under pietismens tidevarv. Mera omedelbar framgång hade han i sin långa och inflytelserika verksamhet såsom en av sina lärjungar sällsynt älskad och vördad universitetslärare. I rent teologiskt hänseende har Calixtus blivit af betydelse dels i allmänhet genom de vidare perspektiv – i historisk och filosofisk riktning – han sökte öppna för den systematiska teologin, dels genom sitt krav (i "Epitome theologiæ moralis" från 1634) på en självständig behandling av den förut blott såsom en del av dogmatiken betraktade teologiska etiken, även om det utförande han själv gav av detta uppslag av eftervärlden har betecknats såsom föga lyckat.